# Hsu Shu-ching
Hsu Shu-ching (en chino tradicional, 許淑淨; en chino simplificado, 许淑净; pinyin, Xǔ Shū Jìng; nacida el 9 de mayo de 1991) es una levantadora de pesas taiwanesa, multimedallista de olímpica.

## Biografía
Hsu, de ascendencia hakka, nació en Lunbei, Yunlin, Taiwán. Durante su adolescencia, jugó baloncesto en la escuela secundaria, pero cambió al levantamiento de pesas a los 13 años después de que la escuela disolviera su equipo de baloncesto. Hsu asistió a la Universidad Médica de Kaohsiung.

## Trayectoria Deportiva
Hsu fue entrenada por Tsai Wen-yee. En los Juegos Olímpicos de Londres 2012, ganó la medalla de plata en la categoría de 53 kg femeninos. Sin embargo, en noviembre de 2016, después de que la medallista de oro original, Zulfiya Chinshanlo, fallara una nueva prueba de dopaje, Hsu fue promovida a la medalla de oro.
En los Juegos Asiáticos de 2014, Hsu estableció un récord mundial con un levantamiento de 233 kilogramos en su categoría. En los Juegos Olímpicos de Río de Janeiro 2016, ganó otra medalla de oro en la categoría de 53 kg femeninos, convirtiéndose en la primera levantadora de pesas taiwanesa en ganar dos medallas de oro olímpicas.En noviembre de 2015 participó del Campeonato Mundial de Halterofilia, en Houston, ganando dos medallas de oro y una medalla de plata.
En junio de 2018, Hsu anunció su retiro de la competencia, citando lesiones sufridas en el Campeonato Mundial de Halterofilia de 2017. En marzo de 2019, el Comité Olímpico de China Taipéi reveló que Hsu había dado positivo por una sustancia prohibida en una prueba de dopaje realizada antes del Campeonato Mundial de Halterofilia de 2017. Como resultado, se le impuso una prohibición de competición de tres años. El resultado de la prueba de Hsu no se hizo público hasta marzo de 2019, después de que la Agencia Mundial Antidopaje (COI) emitiera una fecha límite para que el Comité Olímpico de China Taipéi publicara la información. Ante esto, Hsu pidió disculpas públicamente, explicando que la sustancia prohibida estaba presente en sus suplementos dietéticos.

## Controversias
La medalla de oro olímpica de 2012 de Hsu estaba programada para ser otorgada formalmente en 2021. A pesar de la controversia, sigue siendo la primera competidora taiwanesa en haber recibido dos medallas de oro olímpicas.

## Palmarés internacional
| Juegos Olímpicos    | Juegos Olímpicos           | Juegos Olímpicos                                   | Juegos Olímpicos |
| Año                 | Lugar                      | Medalla                                            | Categoría        |
| ------------------- | -------------------------- | -------------------------------------------------- | ---------------- |
| 2012                | Londres (Reino Unido)      | Medalla de oro                                     | –53 kg           |
| 2016                | Río de Janeiro (Brasil)    | Medalla de oro                                     | –53 kg           |
| Campeonato Mundial  |                            |                                                    |                  |
| Año                 | Lugar                      | Medalla                                            | Categoría        |
| 2014                | Almaty (Kazajistán)        | Medalla de plata                                   | –53 kg           |
| 2015                | Houston (Estados Unidos)   | Medalla de oro · Medalla de oro · Medalla de plata | –53 kg           |
| Juegos Asiáticos    |                            |                                                    |                  |
| Año                 | Lugar                      | Medalla                                            | Categoría        |
| 2014                | Incheon (Corea del Sur)    | Medalla de oro                                     | –53 kg           |
| Campeonato Asiático |                            |                                                    |                  |
| Año                 | Lugar                      | Medalla                                            | Categoría        |
| 2012                | Pyeongtaek (Corea del Sur) | Medalla de oro                                     | –53 kg           |
| Universiadas        |                            |                                                    |                  |
| Año                 | Lugar                      | Medalla                                            | Categoría        |
| 2011                | Shenzhen (China)           | Medalla de plata                                   | –53 kg           |